# Karl Popper

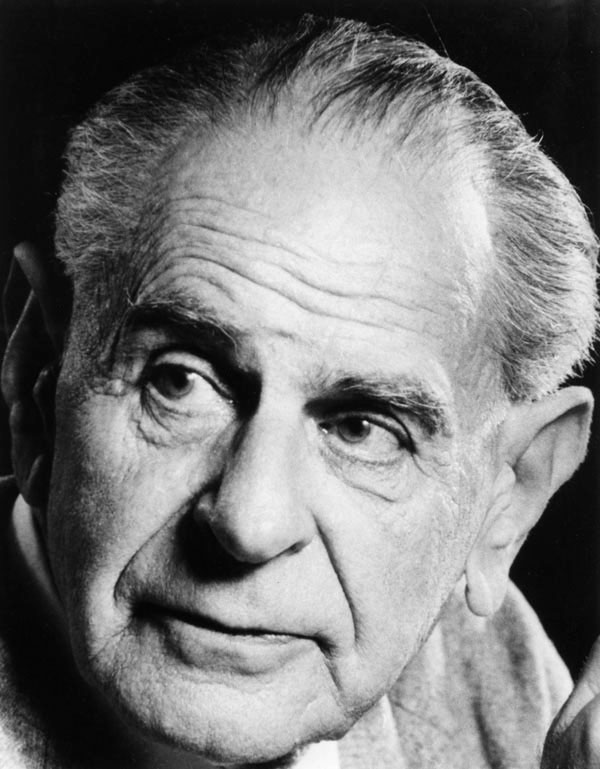
Karl Popper (1980)

Sir Karl Raimund Popper, CH FBA FRS (* 28. Juli 1902 in Wien; † 17. September 1994 in London) war ein österreichisch-britischer Philosoph, der mit seinen Arbeiten zur Erkenntnis- und Wissenschaftstheorie, zur Sozial- und Geschichtsphilosophie sowie zur politischen Philosophie den Kritischen Rationalismus begründete. Er war unter anderem als Professor für Logik und Wissenschaftliche Methoden tätig und lebte unter anderem in Fallowfield.

## Überblick
Popper ist bekannt für seine Ablehnung der hergebrachten positivistisch-induktivistischen Sicht, der zufolge die wissenschaftliche Methode durch Verallgemeinerungsschlüsse von Beobachtungen auf wissenschaftliche Theorien gekennzeichnet sei. Er dreht den Prozess um und gesteht dem Aufstellenden jede Behauptung (These) zu, die dann methodisch zu widerlegen wäre, so sie nicht stimmen sollte. Die Methode nannte er das empirische Falsifikationsprinzip. Danach seien wissenschaftliche Theorien lediglich unsichere Spekulationen, die die empirische Wissenschaft durch Suche nach widersprechenden Beobachtungen umzustoßen versuche.
Popper ist außerdem bekannt als Gegner des klassischen Ansatzes in der Erkenntnistheorie, dem zufolge eine Annahme auf dem Fundament einer Begründung stehen muss, damit sie vernünftig ist. Popper ersetzte ihn durch die „erste nicht begründungsorientierte Philosophie der Kritik in der Geschichte der Philosophie“: Nicht mehr die Feststellung, dass einer Behauptung die Begründung fehlt, soll genügen, damit sie verworfen werden darf, sondern es muss ein logischer Widerspruch zu den Tatsachen vorliegen. Im Bereich der politischen Philosophie ist Popper bekannt für seine Theorie der offenen Gesellschaft, in der er den Historizismus kritisierte und die Demokratie verteidigte.

## Leben

### Kindheit und Ausbildung
Karl Popper wurde am 28. Juli 1902 als Sohn von Rechtsanwalt Simon Siegmund Carl Popper und Jenny Popper, geborene Schiff, in Wien geboren. Seine Eltern waren zum Protestantismus konvertierte assimilierte Juden. Simon Siegmund stammte aus Prag, dessen Vater aus Kolín, dem Geburtsort des Sozialphilosophen Josef Popper-Lynkeus. Die Vorfahren seiner Mutter kamen aus Schlesien und Ungarn. Der Familie Schiff entstammten viele bedeutende Persönlichkeiten des 19. und 20. Jahrhunderts: Wissenschaftler, Ärzte und Musiker (so z. B. der Dirigent Bruno Walter). Popper wuchs in einem Elternhaus auf, in dem Bücher und Musik eine wichtige Rolle spielten. Bereits als Kind interessierten ihn philosophische Fragen.
Als Popper zwölf Jahre alt war, begann der Erste Weltkrieg. Die Situation der Juden zu dieser Zeit in Wien war schwierig. Zum einen nahmen sie wichtige Positionen ein; Poppers wohlhabender Vater hatte beispielsweise eng mit dem 1898 verstorbenen liberalen Bürgermeister der Stadt Raimund Grübl zusammengearbeitet. Zum anderen waren völkisch-antisemitische Vorurteile und Diskriminierungen alltäglich.
1918 verließ der 16-jährige Popper vorzeitig die Mittelschule und wurde Gasthörer an der Universität Wien. Er besuchte Vorlesungen in Mathematik, Geschichte, Psychologie, Theoretischer Physik und Philosophie. Er legte seine Matura als Externist erst im zweiten Anlauf ab. Im Jahr zuvor war er an den Fächern Latein und Logik gescheitert. Von 1920 bis 1922 war Popper Schüler am Wiener Konservatorium, Abteilung Kirchenmusik, ließ jedoch den Plan, Musiker zu werden, bald wieder fallen. In dieser Zeit verdiente er seinen Lebensunterhalt als Hilfsarbeiter. Im Entschluss, eine praktische Ausbildung zu beginnen, war er von seinen sozialistischen Freunden beeinflusst worden, die sehr politisch waren und sich als zukünftige Führer der Arbeiterklasse sahen. Davon abgestoßen, fasste er den vorübergehenden Entschluss, selbst Arbeiter zu werden. Parallel zur Lehrerausbildung schloss er daher 1924 eine Tischlerlehre mit dem Gesellenbrief ab.

### Studium und Beruf
Als Popper Anfang der 1920er Jahre sein Studium begann, dominierte in Wien die politische Linke. In dieser Zeit (1918–1934) wurde die Stadt auch das Rote Wien genannt. Popper engagierte sich dort – zunächst vor allem an pädagogischen Fragen interessiert – auch in der sozialistischen Jugendbewegung und in der Wiener Schulreformbewegung. Gleichzeitig arbeitete er an Alfred Adlers individualpsychologischen Erziehungsberatungsstellen in den Wiener Arbeitervierteln.
Nach der Ausrufung der Republik im November 1918 trat er in die Kommunistische Partei Österreichs ein und half im Büro der Parteizentrale mit. Die Partei unternahm mehrere Umsturzversuche nach dem Vorbild Lenins, dann auch unter Anleitung Béla Kuns. Während eines Umsturzversuchs am 15. Juni 1919 wurden die führenden Wiener Kommunisten von der Polizei verhaftet, woraufhin die übrigen eine Demonstration zur Polizeidirektion in Gang setzten. Mehrere tausend Menschen versuchten, die Wiener Polizeidirektion zu stürmen und dort inhaftierte Parteigenossen zu befreien. Die Stadtschutzwache schoss in einer Nebengasse auf eine Demonstrantenmenge, dabei wurden 20 Menschen getötet. Karl Popper erfuhr später, dass die Aktion Teil eines Plans von Kadern mit Verbindungen zu Béla Kun war, die über einen Staatsstreich selbst an die Macht gelangen wollten. Aufgrund der Annahme, dass Klassenkämpfe noch viel mehr Tote verursachen würden, wenn man die Revolution nicht schnell herbeiführe, hatten sie keine Bedenken, das Leben der Teilnehmer an der Befreiungsaktion aufs Spiel zu setzen. Popper sah sich durch die Kader getäuscht und wandte sich vom Marxismus ab.
In Wien begegnete er u. a. Ruth Fischer, Hanns Eisler, Paul Felix Lazarsfeld, Oskar Kokoschka, Adolf Loos, Arnold Schönberg und Rudolf Serkin.
Popper bestand 1924 die Prüfung an der Lehrerbildungsanstalt. Weil jedoch keine Lehrerstelle frei war, arbeitete er als Erzieher in einem Hort für sozial gefährdete Kinder. Von 1925 bis 1927 war er Student am Pädagogischen Institut der Stadt Wien. Aus dieser Zeit stammen seine ersten Veröffentlichungen (so Über die Stellung des Lehrers zu Schule und Schüler 1925). Sie befassten sich mit pädagogischen Themen und erschienen in Die Quelle und Schulreform. 1928 wurde Popper bei dem Psychologen und Sprachtheoretiker Karl Bühler mit der Dissertation Die Methodenfrage der Denkpsychologie zum Dr. phil. promoviert.

Durch das Studium bei Bühler lernte Popper die Psychologie von Oswald Külpe und der „Würzburger Schule“ kennen. William W. Bartley behauptete, dass sich das auch auf seine pädagogischen Überzeugungen und später auf seine Erkenntnistheorie entscheidend ausgewirkt habe. Popper selbst widersprach jedoch diesen Behauptungen. 1929 erwarb er die Lehrberechtigung für die Hauptschule in den Fächern Mathematik und Physik.

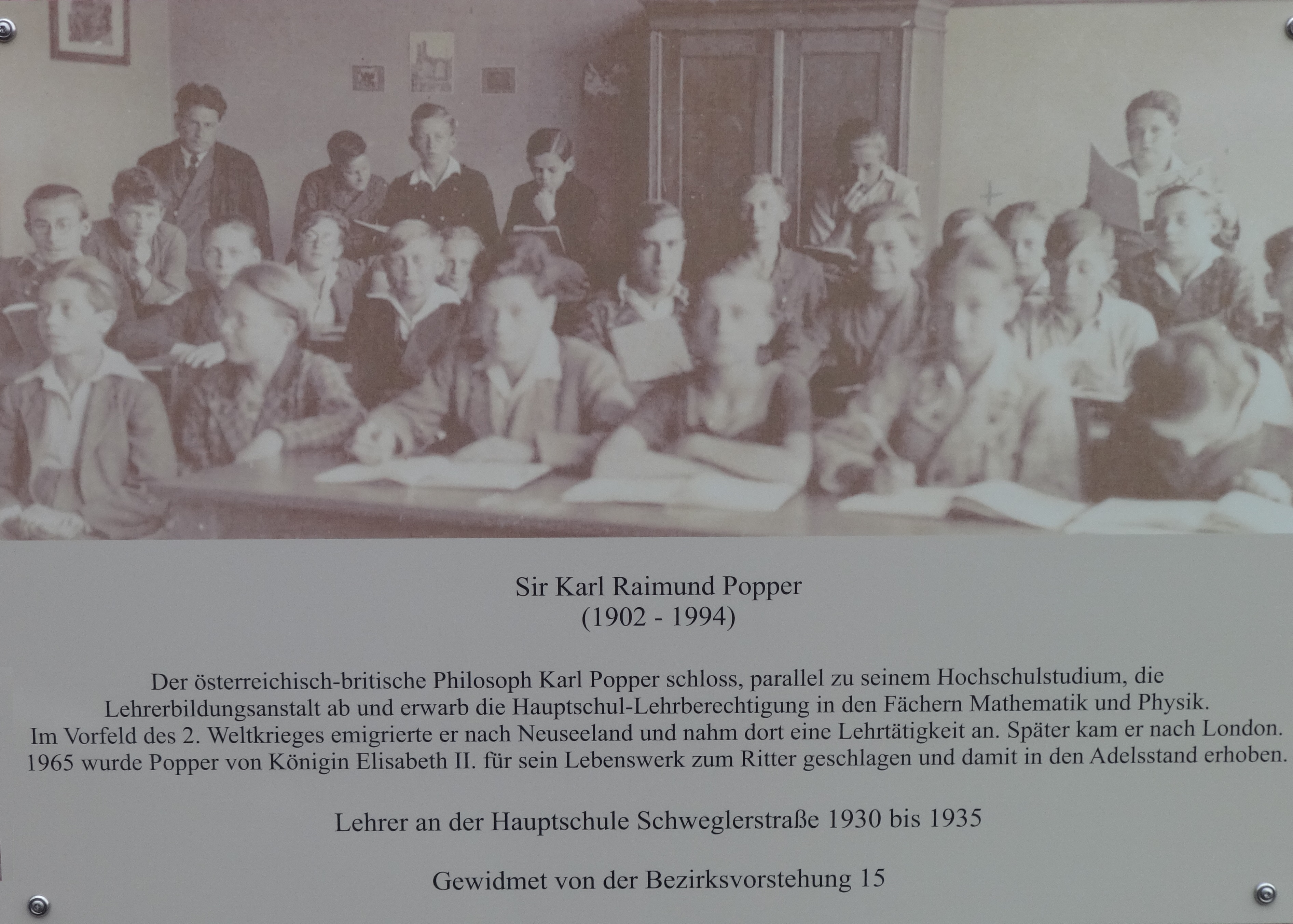
Gedenktafel an der Sir-Karl-Popper-Schule (Wien 15), 2013

1930 erhielt Popper eine Anstellung als Hauptschullehrer in der Schweglerstraße im heutigen 15. Wiener Gemeindebezirk, die er bis 1935 innehatte. Eine Gedenktafel an der heutigen Sir-Karl-Popper-Schule erinnert daran. Ebenfalls in diesem Jahr heiratete er seine Kollegin Josefine Anna Henninger (1906–1985). 1930–1935 wohnte Popper mit seiner Frau im 13. Wiener Gemeindebezirk an der Adresse Anton-Langer-Gasse 46 im Bezirksteil Speising; am Haus befindet sich ebenfalls eine Gedenktafel.

### Der Wiener Kreis
Dass Karl Popper begann, seine philosophischen Gedanken niederzuschreiben, war vor allem seinen Kontakten mit dem Wiener Kreis zu verdanken, dem Kreis um Moritz Schlick, Rudolf Carnap und Otto Neurath. Vor allem Schlick distanzierte sich von Popper, der seine neopositivistische Position kritisiert hatte, und warf ihm unbeherrschtes Auftreten vor. In Poppers mündlicher Doktorprüfung (Rigorosum) 1928 war Schlick Beisitzer, wobei es zum Streit kam, da Popper nach Schlicks Auffassung überzogene Kritik an dem von Schlick geschätzten Ludwig Wittgenstein übte; dieser wolle „wie die katholische Kirche die Diskussion sämtlicher Fragen verbieten, auf die er keine Antwort wisse“. Popper erhielt daher keine Einladungen zu den Sitzungen des Kreises.
Herbert Feigl regte ihn an zu schreiben, womit Popper nach einigem Zögern begann. Drei Jahre schrieb er an einem über 1000-seitigen Manuskript, das heute nur teilweise erhalten ist. Die erhaltenen Teile erschienen schließlich zum einen 1934 als erheblich gekürzte Fassung unter dem Titel Logik der Forschung, sein erkenntnis- und wissenschaftstheoretisches Hauptwerk, in einer Schriftenreihe des Wiener Kreises, obwohl Popper darin deren Positivismus kritisierte. Diese großzügige Möglichkeit der Veröffentlichung brachte ihm fälschlich den Ruf eines Positivisten ein, und seine Abhandlung wurde von den Angehörigen des Wiener Kreises als ein ihren Diskussionen entsprungenes Werk gewürdigt. Während dieser Zeit lernte er Werner Heisenberg und Alfred Tarski kennen. Erst 1979 erschien zudem ein weiterer Teil seines ursprünglichen Manuskripts unter dem Titel Die beiden Grundprobleme der Erkenntnistheorie.

### Emigration nach Neuseeland und England
Von 1935 bis 1936 reiste Popper für einige Monate nach England, wo er Erwin Schrödinger, Bertrand Russell und Ernst Gombrich begegnete. Er führte intensive Gespräche mit Schrödinger und lernte Friedrich August von Hayek kennen. Auf dem Zweiten Internationalen Kongress für Einheit der Wissenschaft (im Juni 1936 in Kopenhagen) war er tief beeindruckt von Niels Bohr, obwohl er selbst eine andere Interpretation der Quantenmechanik vertrat. Vor allem die Gespräche mit Alfred Tarski brachten Popper zu der Einsicht, wie er die Korrespondenztheorie der Wahrheit ohne Probleme vertreten konnte.
Die politische Lage in Österreich wurde zusehends angespannter und Popper sah den „Anschluss“ Österreichs an das nationalsozialistische Deutschland kommen. In dieser Situation nahm er das Angebot einer Dozentur an der University of Canterbury in Christchurch (Neuseeland) an. 1937 kündigten Popper und seine Ehefrau ihre Lehrerstellen und gingen ins Exil. Popper musste seine Familie, die damals kranke Mutter, seine Schwester, Onkel, Tanten und Nichten zurücklassen. Sechzehn Familienangehörige wurden in der Zeit des Nationalsozialismus im Holocaust ermordet.
Popper wurde Dozent an der Universität Christchurch. Obwohl das College seine Forschungsarbeit nicht förderte und verlangte, dass sich die Dozenten ganz der Lehre widmen sollten, entstanden dort The Poverty of Historicism (Das Elend des Historizismus) sowie das Werk, das ihn als politischen Denker berühmt machte, The Open Society and Its Enemies (Die offene Gesellschaft und ihre Feinde). In zwei Bänden analysierte Popper ausführlich die totalitären Tendenzen in den Schriften von Platon, Marx und Hegel. Darüber hinaus beschäftigte er sich mit der Wahrscheinlichkeitstheorie.
Im Winter 1944/45 erhielt Popper – vor allem durch Unterstützung von Friedrich von Hayek – das Angebot, an der London School of Economics and Political Science zu lehren, das er annahm. Anfang Januar 1946 traf das Ehepaar in London ein, wo Popper seine Lehrtätigkeit als außerordentlicher Professor aufnahm. 1949 wurde er parallel Professor für „Logik und wissenschaftliche Methodenlehre“ an der Universität London.
1961 hielt Popper in Tübingen den Eröffnungsvortrag auf einer Tagung, deren Thema die Logik der Sozialwissenschaften war. Theodor W. Adorno hielt das Korreferat. Die Debatte wurde anschließend vor allem in der Kölner Zeitschrift für Soziologie und Sozialpsychologie fortgesetzt und war der Beginn des so genannten „Positivismusstreits“. Innerhalb der deutschen Studentenbewegung galt Popper, der sein wissenschaftstheoretisches Hauptwerk „Logik der Forschung“ explizit gegen den Positivismus geschrieben hatte, als „Erz-Positivist“. Die eigentliche Kontroverse zwischen der kritisch-rationalistischen Position Poppers und dem Standpunkt der Dialektik wurde hauptsächlich von Hans Albert und Jürgen Habermas geführt; Popper zeigte sich daran weitgehend desinteressiert und schrieb 1970 in einem Brief an Albert, er könne „diese Leute einfach nicht ernstnehmen“.

### Nach der Emeritierung

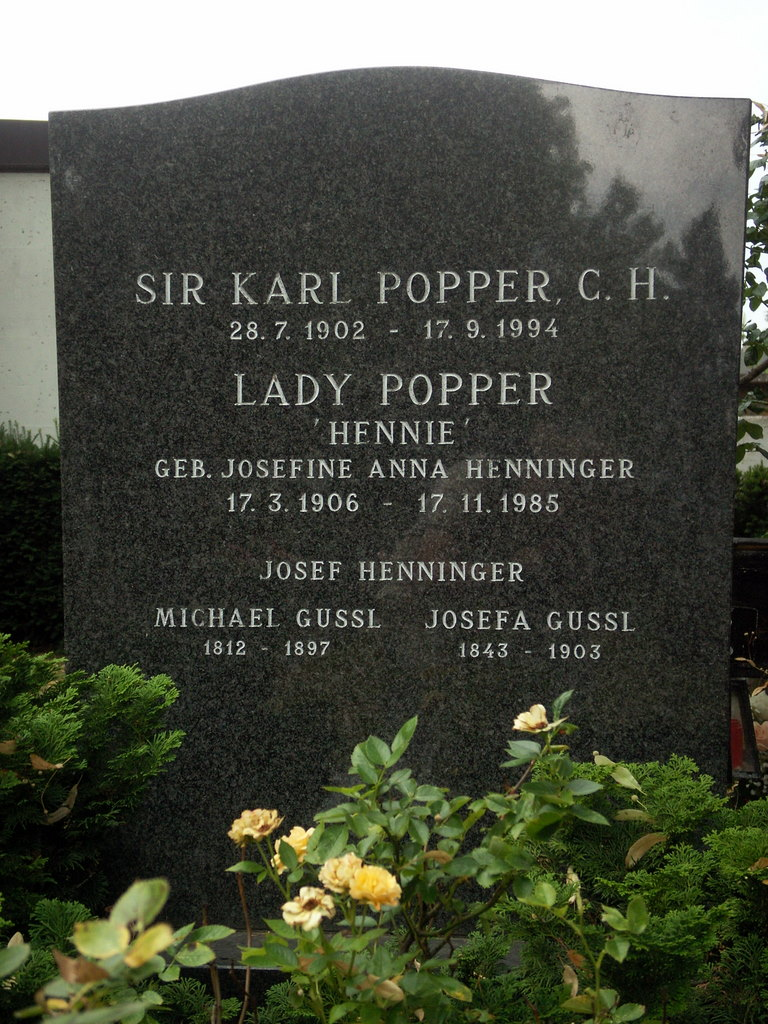
Grab auf dem Lainzer Friedhof am Wiener Küniglberg

1965 wurde Popper von Königin Elisabeth II. für sein Lebenswerk als Knight Bachelor zum Ritter geschlagen. 1969 wurde er emeritiert, er publizierte aber stetig weiter. Er war Mitglied der von Hayek gegründeten wirtschaftsliberalen Denkfabrik Mont Pèlerin Society und der Royal Society (London). Befreundet war er u. a. mit dem deutschen Bundeskanzler Helmut Schmidt. Durch Königin Elisabeth II. wurde er schließlich noch in den Order of the Companions of Honour (CH) aufgenommen. 1973 wurde ihm der Sonning-Preis der Universität Kopenhagen verliehen, 1993 erhielt Popper die Otto-Hahn-Friedensmedaille in Gold der Deutschen Gesellschaft für die Vereinten Nationen (DGVN) in Berlin. Das Council for Secular Humanism verlieh ihm den Humanist Laureate Award.
Popper äußerte sich nur selten über Religion. Über seine Sichtweisen ist jedoch das sogenannte „verlorene Interview“ von 1969 bekannt. Demnach beschrieb er sich selbst als Agnostiker und lehnte für sich den seiner Ansicht nach arroganten Atheismus ebenso ab wie den jüdischen und den christlichen Glauben. Er äußerte jedoch Respekt vor den moralischen Lehren beider Religionen. Paul Feyerabend bezeichnete ihn als „Nachzügler der Aufklärung“.
Seine Frau Josefine Anna Popper starb 1985 und wurde in Wien auf dem Lainzer Friedhof im 13. Bezirk in einem 1936 angelegten Grab ihrer Familie bestattet (Gruppe 2, Nr. 7). Karl Popper starb am 17. September 1994 in East Croydon, London, nachdem er zwei Wochen zuvor schwer erkrankt war. Bis zu diesem Zeitpunkt hatte er noch an seinem Werk geschrieben. Poppers Leichnam wurde eingeäschert, seine Urne nach Wien gebracht und am 28. Oktober 1994 im Grab seiner Frau beigesetzt. Das Grab wurde von der Stadtverwaltung zum Ehrengrab erklärt und besteht auf Friedhofsdauer.

### Nachwirkungen und Ehrungen
1998 erhielt das erste Projekt für Begabtenförderung in Österreich, die Sir-Karl-Popper-Schule, die Poppers Ideen zu einer besseren Schule umzusetzen sucht, die Zustimmung dazu, seinen Namen zu tragen. Im Jahr 2010 wurde in Wien-Favoriten (10. Bezirk) die Karl-Popper-Straße beim neuen Hauptbahnhof nach ihm benannt; sie befindet sich in unmittelbarer Nähe von nach Elias Canetti, Kurt Gödel und Alfred Adler neu benannten Verkehrsflächen.
Der Vorlass Karl Poppers wurde im Jahr 1984 an die Hoover Institution an der Stanford University (Kalifornien) verkauft. Seine Korrespondenzen, Manuskripte und Notizen wurden dort als Sammlung der „Sir Karl Raimund Popper papers“ aufbereitet.
Poppers private Bibliothek wurde nach seinem Tod an die Universität Klagenfurt gebracht. Eine Kopie der gesamten „Popper papers“ konnte ebenfalls an die Universität Klagenfurt gebracht werden. Dort wurde in der Bibliothek das Poppers Werk gewidmete Karl-Popper-Archiv aufgebaut, wo die rund 6.000 Bände von Poppers Bibliothek, sein Nachlass sowie verschiedene Teilsammlungen für Forschende geöffnet sind. Seit dem Jahr 2008 ist die Universität Klagenfurt Inhaberin der Rechte am Werk von Karl Popper.

## Werk
Das Werk Poppers lässt sich grob in zwei Phasen unterteilen: Die erste, die von der Beschäftigung mit den Methoden empirischer Wissenschaft geprägt war; und die zweite, in der er sich mit metaphysischen Fragestellungen auseinandersetzte. Die Grenze zwischen beiden lässt sich nach Ansicht von William Warren Bartley ziemlich genau auf den 15. November 1960 festlegen. Popper selbst hat sich jedoch immer vehement gegen eine hermeneutische Interpretation dieser Phasen gestellt. Er sieht die Grundzüge seines Denkens als 1919 aufgestellt und von da ab durchgängig einheitlich und ohne Strukturbrüche, mit lediglich Schwerpunktverlagerungen und gelegentlichen Klarstellungen. Die Grundauffassung von Poppers Philosophie ist die Ablehnung der Redensart „von nichts kommt nichts“ und die Einsicht, dass ein System seine eigene Existenz nicht garantieren, sie aber selbst beenden kann.

### Wissenschaftstheorie
Popper legte seine Ansichten zur Wissenschaftstheorie umfassend in seinem Werk Logik der Forschung dar, das 1934 zuerst auf Deutsch erschien und in nachfolgenden englischen und deutschen Ausgaben stetig erweitert und verbessert wurde (wenige Monate vor seinem Tod 1994 fügte Popper noch einen neuen Anhang hinzu). Später führte er sie weiter aus in Die beiden Grundprobleme der Erkenntnistheorie (das parallel zur Logik der Forschung geschrieben, aber erst 1978 veröffentlicht wurde), Die Quantentheorie und das Schisma der Physik und Objektive Erkenntnis. Ein evolutionärer Entwurf. In Vermutungen und Widerlegungen (englisch Conjectures and Refutations) wandte er die Methode, wie im Titel angedeutet, auch praktisch an. Hier beschrieb er auch, wie er seine Abgrenzungsüberlegungen seit den 1920er Jahren entwickelt hatte, als er zunächst „Pseudowissenschaft“ von „Wissenschaft“ unterscheiden wollte. Als Beispiele für Pseudowissenschaften nannte er u. a. die Psychoanalyse und den Marxismus, als Beispiel für Wissenschaft Einsteins Relativitätstheorie.
In Logik der Forschung kritisiert Popper die Sicht des logischen Positivismus, der für die Naturwissenschaften die empiristische Methode vertrat. Diese Methode postuliert das systematische Sammeln von Fakten, die in logischen Protokollsätzen formuliert werden. Mittels Induktion wird dann auf allgemeingültige Naturgesetze geschlossen, entweder mit dem Anspruch auf Sicherheit, oder zumindest auf eine hohe Wahrscheinlichkeit. Diese Ansichten hätten von Aristoteles und Francis Bacon ausgehend die meisten Wissenschaftstheoretiker vertreten.
Popper unterstrich demgegenüber noch einmal die Überlegung David Humes, dass man aus formallogischen Gründen aus Einzelfällen kein allgemeines Gesetz ableiten (Induktionsproblem), sondern nur allgemeine Sätze widerlegen kann („Man kann nicht mehr wissen, als man weiß“). Auch alle Versuche, aus Einzelfällen wenigstens quantifizierbare Wahrscheinlichkeiten von Theorien abzuleiten, hält er für verfehlt und liefert mathematische und philosophische Argumente, um die logische Unhaltbarkeit von Sätzen wie „Theorie A ist mit 80%iger Wahrscheinlichkeit wahr“ deutlich zu machen.
Popper schlägt stattdessen vor, dass Theorien (abstrakt betrachtet) frei erfunden werden dürfen. Im Nachhinein sollen dann Experimente erfolgen, deren Ergebnisse als Basissätze konventionell festgelegt werden. Durch diese Basissätze können dann die Theorien widerlegt (falsifiziert) werden, wenn die Folgerungen, die aus ihnen deduziert werden, sich im Experiment nicht bestätigen. In einem evolutionsartigen Selektionsprozess setzen sich so diejenigen Theorien durch, deren Widerlegung misslingt. Durch eine solche Umkehrung des klassischen Versuchs, Theorien zu beweisen, kommt Popper zu der auf den ersten Blick kontraintuitiven Forderung, Wissenschaftler sollten versuchen, ihre Theorien zu widerlegen bzw. mit entscheidenden Experimenten (vgl. experimentum crucis) Theorien auszusieben. Durch dieses Aussieben falscher Theorien komme man der Wahrheit immer näher, ohne jedoch jemals den Anspruch auf Sicherheit oder auch nur Wahrscheinlichkeit erheben zu können. Popper hielt für den Fortschritt des Wissenschafts- und des Erkenntnisprozesses sowohl die Kreativität beim Aufstellen einer Theorie als auch die kritische Einstellung zu ihr in gleicher Weise für wichtig, um auf lange Sicht sich der Wahrheit anzunähern.
Allerdings fordert er für Theorien Widerspruchsfreiheit als „oberste axiomatische Grundforderung“, die jedes theoretische System – empirisch oder nicht – erfüllen muss, und stellt fest, „Die Objektivität der wissenschaftlichen Sätze liegt darin, daß sie intersubjektiv nachprüfbar sein müssen“, also falsifizierbar sein müssen.
Popper betont, dass die Annahme, dass die Welt gesetzhaft strukturiert ist bzw. dass es Naturgesetze gibt, im Aufstellen wissenschaftlicher Theorien enthalten ist – natürlich wie diese Theorien selbst als Vermutung, da es ja nicht auszuschließen ist, dass alle Theorien scheitern.
Metaphysische Fragen wie z. B., ob es überhaupt eine reale Außenwelt gibt, auf die sich die Naturwissenschaft mit ihren Theorien und Basissätzen bezieht, ließ er anfangs bewusst offen. Er betonte, dass sein Ansatz allein methodologischer Art sei und keineswegs metaphysische Annahmen voraussetzen müsse. Jedoch distanzierte er sich schon in der Logik der Forschung entschieden von der positivistischen Position, dass derartige Fragen überhaupt nicht sinnvoll formulierbar seien, und wies die entsprechenden Versuche zurück, ein empiristisches Sinnkriterium zu formulieren. Vor allem darin sah sich Popper im Gegensatz zu den Neopositivisten des Wiener Kreises und insbesondere den Lehren von Ludwig Wittgenstein, mit dem Popper nur ein einziges Mal zusammentraf, 1946 in Cambridge, wo es zu einem heftigen Zusammenstoß kam (auch wenn schon Popper selbst die Legende, dass Wittgenstein ihn dort mit einem Schürhaken bedroht haben soll, in seiner Autobiographie als grobes Missverständnis aufgrund einer scherzhaften Bemerkung bezeichnet).
Statt nach einem Sinnkriterium sei nach einem Abgrenzungskriterium zwischen empirischer Wissenschaft und Metaphysik zu suchen, das er mit der prinzipiellen Falsifizierbarkeit auch gefunden zu haben glaubte: „Ein empirisch-wissenschaftliches System muss an der Erfahrung scheitern können.“ Freilich betonte er, dass metaphysische Gedankensysteme erkenntnisgenetisch durchaus fruchtbar für die Wissenschaft gewesen seien, auch wenn sie selbst nicht empirisch prüfbar waren. Als Beispiel führt er den spekulativen Atomismus an, der zur Entwicklung der empirisch-wissenschaftlichen Atomtheorie geführt habe.
Später gelangte er zu der Auffassung, dass auch Metaphysik rational diskutierbar sei, und bekannte sich unter anderem zu einem ontologischen Außenwelt-Realismus, auch wenn er eingestand, dass die Gegenposition (also der Idealismus) nicht streng widerlegbar ist. Auch ein starker „Indeterminismus“ ist einer der wichtigsten Bestandteile von Poppers späterer metaphysisch ergänzter Weltsicht. Er sah sich hierin vor allem von der Quantenmechanik bestätigt. Metaphorisch behauptete er, bisher habe man sich auch Wolken wie sehr komplexe Uhrwerke vorgestellt; tatsächlich seien aber eher Uhrwerke nur scheinbar sehr geordnete Wolken. Diesen Indeterminismus übertrug er auch auf gesellschaftliche Zustände (Die Zukunft ist offen).

### Gesellschaftstheorie

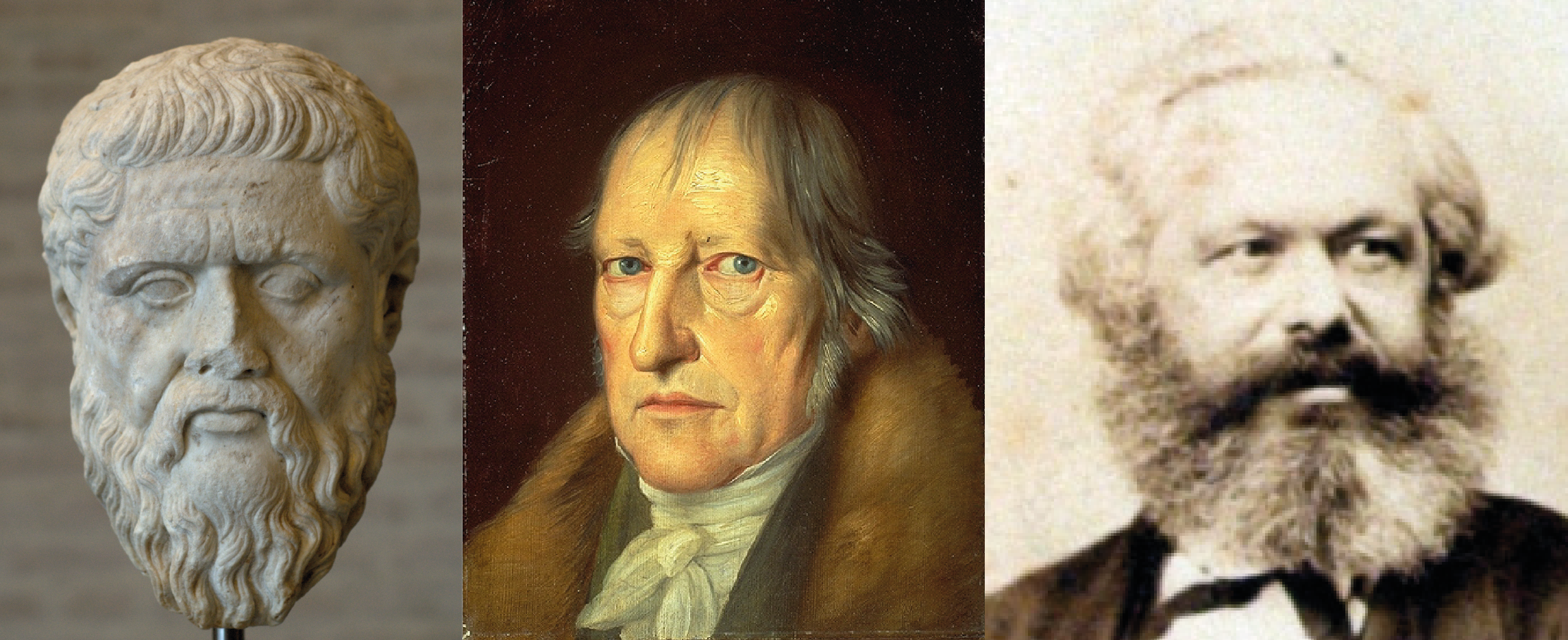
Platon, G. W. F. Hegel und Karl Marx (v. l. n. r.)

Poppers in der Öffentlichkeit bekanntestes Werk ist das in alle Weltsprachen (und laut Popper leider schlecht ins Deutsche) übersetzte The Open Society and Its Enemies (deutsch Die offene Gesellschaft und ihre Feinde) von 1945. Darin rechnet er detailliert mit den Gedankensystemen von Platon, Hegel und Marx ab, die seiner Meinung nach totalitäre Systeme theoretisch begründet und praktisch befördert haben. Als positives Gegenbild zu diesen „geschlossenen Gesellschaften“ entwirft er eine „offene Gesellschaft“, die nicht am Reißbrett geplant, sondern sich pluralistisch in einem fortwährenden Prozess von Verbesserungsversuchen und Irrtumskorrekturen evolutionär fortentwickeln soll. Der Begriff Offene Gesellschaft ist in die politische Sprache eingegangen und stammt nach Poppers eigenen Angaben ursprünglich von Heinrich Heine.
Popper setzt sich insbesondere mit den Werken Platons, des „größten, tiefsten und genialsten aller Philosophen“ und des „Gründers der bedeutendsten professionellen Schule der Philosophie“ auseinander. Dieser habe eine Auffassung vom menschlichen Leben vertreten, die „abstoßend und geradezu erschreckend“ gewesen sei. Seine Schwäche sei gewesen, dass er ganz im Gegensatz zu Sokrates an die „Theorie der Eliten“ glaubte. Insbesondere mit seinen Werken Politeia (Der Staat) und Nomoi (Die Gesetze) habe er das Grundmodell des totalitären Staates ausgearbeitet und propagiert. Damit habe er auch Verrat an seinem Lehrer Sokrates begangen, der, wie Popper darlegen will, in Platons „idealem Staat“ als Aufrührer hingerichtet worden wäre. Platons Ablehnung der attischen Demokratie und seine Bevorzugung eines autoritären Regimes sogenannter „Philosophenkönige“, die nichts mehr mit dem sokratischen Philosophen zu tun haben und explizit Lügenpropaganda verwenden dürfen, versucht Popper mit vielen Textstellen zu belegen. Platon sei damit der erste und wichtigste Theoretiker einer geschlossenen Gesellschaft gewesen, in der es keine gewaltlose Veränderung geben kann und in der Eliten diktatorisch herrschen. Popper sah in Platon „den ersten großen politischen Ideologen, der in Klassen und Rassen dachte und Konzentrationslager vorschlug.“
Auch sei Platon ein Propagandist der Verfallstheorie der Gesellschaft, nach der die Gesellschaft sich ursprünglich in einem „guten“ (geschlossenen) Naturzustand befunden habe und jede Öffnung, Liberalisierung und Emanzipation bzw. kritische Infragestellung von Traditionen Zeichen von Dekadenz, Degeneration und Verfall seien. Diese Lehre („Mythos von der Horde“) sei ein wichtiger Bestandteil der Propaganda vieler Diktaturen und autoritär-konservatistischer Ideologien geworden; besonders deutlich sei der Einfluss z. B. in Oswald Spenglers „Der Untergang des Abendlandes“.
Ferner schreibt Popper, Platon habe „die Mittelschulen und die Universitäten erfunden“, indem er das Grundprinzip des modernen „verheerenden“ Erziehungssystems erdachte.
Ähnliche, aber weniger umfangreiche Kritik übt Popper an Aristoteles. Er gesteht zu, dass Platon und Aristoteles ein großes philosophisches Werk mit für ihre Zeit originellen und bedeutenden Gedanken geleistet hätten und für die abendländische Philosophie und Wissenschaft von überragender Bedeutung gewesen seien. Aber „große Philosophen begehen große Fehler“, und es sei notwendig, die totalitären und antihumanitären Tendenzen in ihren Werken zu identifizieren und zu kritisieren.
Der zweite Teilband des Werkes gilt der Kritik der „orakelnden Philosophen“ des 19. Jahrhunderts, insbesondere Georg Wilhelm Friedrich Hegel und Karl Marx. In Hegel sieht Popper ebenso wie in den anderen Vertretern des Deutschen Idealismus in erster Linie einen Scharlatan und Betrüger, in zweiter Linie einen reaktionären Apologeten der preußischen Staatsmacht, dessen Philosophie ebenfalls totalitäre Systeme begünstigt habe. Den Vorwurf der Scharlatanerie erhebt Popper dabei v. a. mit Hinweis auf die dialektischen Methoden der Hegel’schen Philosophie. Diese seien, soweit sie überhaupt verständlich seien, allein postuliert, um die Regeln der Logik auszuhebeln und besonders das autoritäre Preußen als höchste Verwirklichung der Freiheit glorifizieren zu können. Hegel sei ein offizieller Staatsphilosoph gewesen, der mit seinem Rechts- und Machtpositivismus („Was wirklich ist, ist vernünftig“) die bestehende Staatsmacht hofiert habe. Ein größerer Teil der Hegel’schen Schriften sei – so Popper – zudem absichtlich unverständlich formuliert, um Kritik unmöglich zu machen. Mit diesem Versuch, durch unverständliche Sprache tatsächlich fehlende inhaltliche Substanz vorzutäuschen, habe Hegel in der Philosophiegeschichte eine neue Epoche eingeleitet, die nicht auf Gedankenaustausch und Argumentation, sondern auf Beeindruckung und Einschüchterung ausgerichtet gewesen sei. Dieser ‚Jargon‘ habe zunächst intellektuelle und dann auch moralische Verantwortungslosigkeit nach sich gezogen. Popper versucht auch Verbindungen dieses Denkens zu Zentralismus, Etatismus und Nationalismus und Faschismus aufzuzeigen. Die geistesgeschichtlichen Wurzeln des letzteren sieht er vor allem in einer Kombination hegelianischer Geschichtsphilosophie mit den neomalthusianischen Biologismen des späten 19. Jahrhunderts, insbesondere denen Ernst Haeckels. Popper bringt das philosophische Fundament der faschistischen Ideologien des 20. Jahrhunderts auf die Formel „Hegel plus Haeckel“.
Popper übte später auch scharfe Kritik am zeitgenössischen Sozialdarwinismus, der sich mitunter als Soziobiologie tarnen würde.
Der im zweiten Teilband der Offenen Gesellschaft ebenfalls ausführlich kritisierte Marx kommt etwas besser weg. Ihm hält Popper ein ehrliches Mitgefühl mit den Leiden der sozial Schwachen und echtes Interesse an einer Verbesserung bzw. Humanisierung der Welt zugute (in einer später (1965) hinzugefügten Anmerkung relativierte er diese Meinung allerdings unter Verweis auf Leopold Schwarzschilds Buch „Der rote Preuße“: Marx sei offenbar „weit weniger menschlich und freiheitsliebend gewesen“, als er angenommen habe). Popper bezeichnet Marx zudem als bedeutenden Ökonomen und Soziologen und räumt ein, dass Marx nicht ausgeschlossen habe, dass der Weg zum Kommunismus auch auf nicht-revolutionäre Weise erreichbar sei. Auch grenzt er ihn scharf von späteren vulgärmarxistischen Verflachungen ab, die meist mit „naiven“ intentionalistischen Verschwörungstheorien verbunden waren. Vehement kritisiert er jedoch Marx’ von Hegel übernommene dialektische Methode sowie sein deterministisches Geschichtsbild, was letztlich ebenfalls zu einem geschlossenen Weltbild führe. Auch große Teile der marxistischen Kapitalismustheorie seien verfehlt.
Die Veröffentlichung wirkte 1945 als politisches Signal. Sie greift geschlossene Denkstrukturen und Ideologiekonstruktionen an. Obwohl weder der Nationalsozialismus noch der stalinistische Sozialismus explizit genannt werden, wird deutlich, dass sich die Kritik gegen sie richtet. Popper entwirft das Modell einer offenen und pluralistischen Gesellschaft, in der sich Fortschritt langsam einstellt.
Ein weiteres Werk aus diesem Themengebiet ist Was ist Dialektik?, in dem Popper die Marx’sche und Hegel’sche Dialektik mit den Begriffen der formalen Logik kritisiert. Das 1957 erschienene The Poverty of Historicism (Das Elend des Historizismus) greift wieder vor allem Marx und Hegel aufgrund ihrer Methodik an. Im Historizismus, worunter Popper den Glauben versteht, die Geschichte verlaufe gesetzmäßig und Gesellschaften ließen sich planen, sieht Popper ein Grundübel der Gesellschaftstheorie.

#### Schrittweise gesellschaftspolitische Maßnahmen(piecemeal social engineering)versus Holismus
Popper kritisierte die Überschätzungen der Vernunft im sozialphilosophischen, gesellschaftstheoretischen und politischen Denken. Es könne für eine neue Gesellschaft kein soziales Vakuum in einer bestehenden Gesellschaft geschaffen werden, deshalb müsse man durch vorsichtige, konsequente und schrittweise Veränderungen (piecemeal) der Gesellschaft bzw. ihrer Strukturen soziale Veränderungen herbeiführen (social engineering). Somit sei es möglich, Wirkungen und unerwünschte Neben- und Fernwirkungen besser zu erfassen und gegenzusteuern. Es sollten keine komplexen Reformen durchgeführt werden, um in der Lage zu sein, Ursachen und Wirkungen zu unterscheiden und zu entwirren.
Als Gegensatz zur Stückwerk-Methode sieht Popper den Holismus der Historizisten und Utopisten. Beide wollten nicht „herumbasteln“ oder „fortwursteln“, sondern mit radikalen Methoden arbeiten. Historizisten und Utopisten seien von einer sich verändernden sozialen Umwelt verängstigt und manchmal tief verstört. Sie wollten, dass der soziale Wandel streng und vollständig gelenkt wird, denn auf jedem Gebiet des gesellschaftlichen Lebens könnten gefährliche Kräfte lauern. Beide seien der Auffassung, dass die Endziele nicht durch freie Entscheidung definiert, sondern stattdessen wissenschaftlich entdeckt werden könnten. Ihre Gegner bezichtigen sie der geistigen Rückständigkeit. Sie wollten die Gesellschaft als Ganzes unter Kontrolle bringen, was impliziere, dass die Macht des Staates wachsen müsse, bis dieser die ganze Gesellschaft durchdringt. Eine Diskussion über den holistischen Plan wird als unzulässig angesehen, da der Plan für viele Menschen beträchtliche Unannehmlichkeiten mit sich bringt und damit an Widerstand zu scheitern droht. Unvernünftige Einwände würden unterdrückt, was zwangsläufig dazu führe, dass auch vernünftige Kritik unterdrückt werde. Der holistische Planer muss die Interessen und Ansichten der Menschen durch Schulung und Propaganda lenken und so ihren Verstand beherrschen. Die Leichtgläubigkeit unseres Zeitalters führt dazu, dass an die ungeheuerliche Vorstellung der grundsätzlichen Gutwilligkeit des mit fast diktatorischer Gewalt ausgestatteten utopischen Planers geglaubt wird. Popper wendet sich dagegen, dass man aus holistischen Versuchen etwas lernen kann. Denn wenn so viel auf einmal getan wird, dann kann niemand mehr sagen, welche Maßnahme für welches Resultat verantwortlich ist. Kleinexperimente, wie Sozialismus in einem Dorf, berechtigen Holisten zu keinerlei Schlüssen.
Popper meint, seine Stückwerk-Methode führe nicht zu einer solchen Machtkonzentration, zur Unterdrückung von Kritik, und Erfolg und Misserfolg wären viel besser festzustellen. Er meint, dass der Holismus stets nicht so neu ist, wie er sich selbst vorkommt. Es gäbe ihn schon bei Platon, und er stellt keineswegs ein hohes Niveau des Denkens, sondern im Gegenteil ein vorwissenschaftliches dar.
Peter Hermann sieht den Solutionismus als antagonistischen Gegenpol zur Stückwerk-Technik.

#### Warnung vor totalitären Gesellschaften
Für Popper ist die pluralistische Demokratie die ideale Staats- bzw. Gesellschaftsform. Der Machtgebrauch soll wirksam kontrolliert werden; Missbräuche sollen ausgeschlossen werden. Als Klima der idealen Staats- und Gesellschaftsform gilt eine friedliche politische Konkurrenz. Ziel der pluralistischen Demokratie ist die Unterdrückung von Armut und Leid. Popper entwirft eine offene Gesellschaft und nennt als konstituierende Elemente:
- institutionalisierte öffentliche Kritik
- politische Konfliktlösung durch kritisch-rationale Diskussionen mit dem Ziel Kompromisse über divergierende Interessenslagen auszuhandeln

Gleichzeitig nennt Popper auch die Feinde der offenen Gesellschaft:
- Presseorgane, die an parteipolitische Meinungen gebunden sind
- staatliche Organe, die dem Einfluss politischer Machtträger unterworfen sind[3]

Popper sieht in Demokratien nicht Volksherrschaften im engeren Sinn. Den Vorschlag, dass jeder Bürger mit einem elektrischen Druckknopf über jede Frage abstimmen kann, findet er „fürchterlich“, da z. B. auch die Athenische Demokratie verbrecherische Beschlüsse gefasst hat oder Hitler durch das Ermächtigungsgesetz demokratisch zum Diktator gemacht wurde. Sondern er sieht die Demokratie als in erster Linie gegen Diktatur und Akkumulation von Macht gerichtete Institutionen sowie zweitens als ein Volksgericht, bei dem das Volk seine Regierung absetzen kann, was den besten Weg, den er kennt, darstellt, eine Tyrannis zu verhindern.

### Positivismusstreit
Mit seiner Grundsatzdiskussion über die „Logik der Sozialwissenschaften“ auf der Tübinger Arbeitstagung 1961 entfachte Popper den sogenannten Positivismusstreit in der deutschen Soziologie. Ihm und Hans Albert, die ausgehend vom Kritischen Rationalismus die Einheit der Methode von Natur- und Sozialwissenschaften vertraten, wurde dort von den Dialektikern der Frankfurter Schule, Theodor W. Adorno und Jürgen Habermas, widersprochen und Positivismus attestiert. Einen Mittelweg suchte dabei Ralf Dahrendorf.
Popper beteiligte sich nach seinem Ausgangsbeitrag nicht mehr an der Diskussion, die an seiner Stelle von Hans Albert weitergeführt wurde, da er mit Adorno und Habermas keine Verständigungsbasis gegeben sah. Bekannt geworden ist in diesem Zusammenhang auch ein Brief Poppers, der – ohne dessen Einwilligung – 1971 in der Wochenzeitung Die Zeit unter dem Titel „Wider die großen Worte“ (1971, ZEIT Nr. 39, S. 8) veröffentlicht wurde. Später wurde dieser Artikel im Buch Auf der Suche nach einer besseren Welt im Kapitel Gegen die großen Worte erneut abgedruckt. Popper kritisiert dort die Sprache Adornos und Habermas’ als Obskurantismus, den er in seinem Werk Die offene Gesellschaft und ihre Feinde schon Hegel vorgeworfen hatte. Um diese Behauptung zu belegen, „übersetzte“ er prägnante Teile von Texten, die Adorno und Habermas im Rahmen des Positivismusstreits verfasst hatten, in eine allgemeinverständliche Sprache. Nach Poppers Meinung seien diese nicht nur nicht unter dem Aspekt der leichten Versteh- und Kritisierbarkeit geschrieben worden, sondern möglicherweise sogar mit genau gegenteiliger Intention: Große Worte könnten, so Popper, auch dazu dienen, intellektuell bescheidene Inhalte so unverständlich zu formulieren, dass eine Kritik bewusst erschwert oder verhindert werde. Er schrieb dazu:

„Aus meiner sozialistischen Jugendzeit habe ich viele Ideen und Ideale ins Alter gerettet. Insbesondere: Jeder Intellektuelle hat eine ganz besondere Verantwortung. Er hatte das Privileg und die Gelegenheit, zu studieren; dafür schuldet er es seinen Mitmenschen (oder „der Gesellschaft“), die Ergebnisse seiner Studien in der einfachsten und klarsten und verständlichsten Form darzustellen. Das Schlimmste – die Sünde gegen den heiligen Geist – ist, wenn die Intellektuellen versuchen, sich ihren Mitmenschen gegenüber als große Propheten aufzuspielen und sie mit orakelnden Philosophien zu beeindrucken. Wer’s nicht einfach und klar sagen kann, der soll schweigen und weiterarbeiten, bis er’s klar sagen kann. […] Was ich oben (Punkt 1) die Sünde gegen den heiligen Geist genannt habe – die Anmaßung des dreiviertel Gebildeten –, das ist das Phrasendreschen, das Vorgeben einer Weisheit, die wir nicht besitzen. Das Kochrezept ist: Tautologien und Trivialitäten gewürzt mit paradoxem Unsinn. Ein anderes Kochrezept ist: Schreibe schwer verständlichen Schwulst und füge von Zeit zu Zeit Trivialitäten hinzu. Das schmeckt dem Leser, der geschmeichelt ist, in einem so ‚tiefen‘ Buch Gedanken zu finden, die er selbst schon mal gedacht hat.“

Jede Theorie und jede wissenschaftliche Position sollte aber Poppers Ansicht nach so formuliert werden, dass eine Kritik so leicht wie möglich ist. Seine Kritik am „Obskurantismus“ ist aber nur ein Aspekt einer umfassenderen Kritik Poppers an dem von ihm so genannten „Professionalismus“. Er wandte sich gegen die „professionelle Ethik“, ein unausgesprochenes Gentlemen-Agreement, das vorschreibt, dass Universitätsprofessoren ihre Autorität gegenseitig beschützen sollten. Er setzte dem die Forderung intellektueller Bescheidenheit entgegen.
Popper prägte in Anlehnung an Ockhams Rasiermesser den Begriff vom liberalen Rasiermesser, selbst bezeichnete er sich als „nichtrevolutionären Liberalen“.

### Drei-Welten-Theorie
In der Philosophie des Geistes wandte sich Popper sowohl gegen den klassischen Körper-Geist-Dualismus als auch gegen reduktionistische Theorien wie den Behaviorismus. Er schlug dagegen eine gedankliche Einteilung der Welt in drei Bereiche vor, nämlich die:
- Welt 1, das ist die physische Welt
- Welt 2, die Welt der individuellen Wahrnehmung und des Bewusstseins
- Welt 3, die Welt der geistigen und kulturellen Gehalte, die vom Einzelbewusstsein unabhängig existierten, z. B. die Inhalte von Büchern, Theorien und Ideen.

Popper argumentierte, dass alle drei Welten real seien, da kausale Wechselwirkungen beobachtet werden könnten, wobei Welt 2 als Mittler zwischen Welt 3 und Welt 1 auftrete. Ein Beispiel sei der Bauplan eines Hauses (Welt 3: ein Modell in einer Zeichnungssprache des Bauwesens), der von einem Menschen verstanden werde (Welt 2: Bewusstsein des Baumeisters) und dann in ein konkretes Haus umgesetzt werde (Welt 1: physikalisches Objekt). Das Haus gehöre also gleichzeitig in Welt 1 und Welt 3.
Popper zufolge habe die klassische duale Trennung den Unterschied zwischen einem Bewusstseinserlebnis und beispielsweise dem logischen Gehalt einer Theorie ignoriert. Beides werde dort undifferenziert dem Mentalen zugeordnet.
Popper plädierte dafür, die Welt 3 zunächst für ein Erzeugnis der Menschen zu halten (im Gegensatz etwa zu Platons und Hegels Vorstellungen), ihr aber dennoch Unabhängigkeit und Objektivität zuzuschreiben. Sein eigenes Beispiel ist die rein menschliche Erfindung der Zahlen (im Gegensatz zu Leopold Kronecker): Das Auftreten von Primzahlen und mathematischen Primzahlproblemen erfolgten dann bereits „ungeplant“ und ohne die Notwendigkeit menschlichen Zutuns. Somit komme beispielsweise den Primzahlen, Problemen, Hypothesen, Theorien, Ideologien und anderen Bewohnern der Welt 3 eine Wirklichkeit zu, die ohne uns Menschen existiere, so wie die Existenz des Mount Everest seiner Entdeckung vorausliege.
Eine ähnliche Trennung in drei Welten kann man im klassischen Griechenland als Logos, Psyche und Physis finden, bei den Römern als Ratio, Intellectus und Materia und nicht zuletzt bei Kant als Vernunft, Verstand und Außenwelt.

### Rezeption und Kritik
Obwohl Poppers Kritischer Rationalismus schon früh viele Anhänger und Sympathisanten unter hochrangigen Wissenschaftlern fand (vor allem Physiker, darunter Albert Einstein, aber auch Nobelpreisträger anderer Fachrichtungen, nämlich Peter Brian Medawar, John Carew Eccles und Jacques Monod), konnte er sich weder in der Wissenschaftstheorie noch in der naturwissenschaftlichen Praxis entscheidend durchsetzen. In beiden Bereichen bestehen nach wie vor induktivistisch-empirizistische Bestätigungspositionen, heute gemeinhin mit bayesianistischen Wahrscheinlichkeitstheorien der Induktion verbunden, die allerdings häufig in der Terminologie Poppers umformuliert vertreten werden.
Kritisiert wurden die Popper’schen Ideen aber auch durch Philosophen, die den Empirismus und Induktivismus selbst ablehnten, insbesondere durch die Positionen von Thomas S. Kuhn. Kuhn zufolge hält Poppers Wissenschaftstheorie einer Prüfung durch die Wissenschaftsgeschichte nicht stand; Gegenbeispiele bzw. „Anomalien“ pflegten keineswegs den Widerruf der Theorie bzw. des Paradigmas zur Folge zu haben, sondern durch Hilfshypothesen integriert zu werden. Erst bei einer starken Häufung von Anomalien komme es zu einer „Krise“, die dann in eine „wissenschaftliche Revolution“ mit Ersatz des alten Paradigmas inklusive zentraler Begriffe münde. Genau in diesem Ansatz liegt Popper zufolge allerdings der Denkfehler; die Wissenschaftstheorie sei keine empirisch-wissenschaftliche Theorie (wie etwa Einsteins Relativitätstheorie) und könne daher nicht anhand des tatsächlichen Ablaufs der Wissenschaft geprüft werden, sondern liefere ihrerseits die Maßstäbe zur Beurteilung der Rationalität desselben.
Wolfgang Stegmüller versuchte, die Position von Kuhn rationalistischer zu formulieren.
Imre Lakatos bemühte sich, eine zwischen Popper und Kuhn vermittelnde Position zu entwickeln, die die Stärken beider Ansätze erhalten sollte. Paul Feyerabend hingegen ging noch weiter als Kuhn und zweifelte sogar den Nutzen eines Faches wie der Wissenschaftstheorie überhaupt an (anything goes).
Auch auf dem Gebiet der Sozialwissenschaften waren die Popper’schen Ideen umstritten (siehe Abschnitt Positivismusstreit). Es bildete sich zeitweise auch eine „Popper-Denkschule“ von Anhängern, die größtenteils aus Studenten Poppers bestand.
Wissenschaftstheoretisch wurde Popper von David Stove und Martin Gardner, die empirizistische Positionen vertreten, postmoderner Irrationalismus und Totalskeptizismus vorgeworfen, von Anhängern Kuhns und Lakatos ein „naiver“ Falsifikationismus, in den Sozial- und Geisteswissenschaften dogmatisches Festhalten an der Priorität der Beobachtung.
Die normativen Aspekte von Poppers Gesellschaftstheorie beurteilen Linke seit dem „Positivismusstreit“ vorwiegend als neoliberal, während Wirtschaftsliberale ihn als Sozialisten einstufen. Popper kann politisch zunächst als radikaler Sozialist, später als gemäßigter Sozialist und schließlich – vor allem unter Hayeks Einfluss – als gemäßigter Liberaler eingestuft werden. Trotz seiner Mitgliedschaft in der Mont-Pelerin-Society unterschied er sich nach Auffassung von Gebhard Kirchgässner jedoch entschieden von der neoliberalen Marktideologie, die heute von dieser Gesellschaft vertreten werde.
Zwischen Poppers Fallibilismus und der Österreichischen Schule der Ökonomie, wie sie u. a. von Hayek vertreten wurde, gibt es grundlegende methodologische Unterschiede: Nach Popper gibt es keine Wissenschaft ohne empirische Prüfung von potentiell falliblen Thesen und Theorien. Disziplinen, die dies nicht akzeptieren, betreiben Immunisierung und sind daher unseriös. Die Österreichische Schule unterscheidet sich von allen anderen ökonomischen Schulen u. a. dahingehend, dass sie rein logisch arbeitet. Empirie dient bestenfalls als Illustration der a priori erkannten Thesen. Widersprechende Untersuchungsergebnisse weisen nie auf Fehler der Theorie hin, sondern grundsätzlich immer nur auf Fehler im Verlauf der Untersuchung.
Poppers Kritik an Platon, Hegel und Marx wurde ebenfalls, teilweise vehement, widersprochen, etwa von dem Philosophen Ronald B. Levinson, von Walter Kaufmann bzw. von Maurice Cornforth. Levinson kritisierte Poppers Sicht von Platon in seinem 1953 erschienenen Buch In Defense of Plato. Demnach gehe es Popper oft nur um die Verbreitung seiner eigenen politischen Ideen. Popper deute Platons Schriften erst zu einem totalitären Werk um, insbesondere seien Poppers eigene Übersetzungen aus dem Altgriechischen tendenziös und verfälschend. Popper widersetzte sich dieser Kritik in einer Anmerkung, die seit 1961 den Auflagen der Offenen Gesellschaft als Anhang beigegeben ist.
Charles Taylor attestierte Popper, mit der Attitüde eines Popstars über bedeutendere Philosophen hergefallen zu sein (insbesondere Platon und Hegel) und dadurch eine Aufmerksamkeit erheischt zu haben, der die inhaltliche Bedeutung seiner Gedanken in keiner Weise entspreche.
Von Anhängern Poppers wurde die verbreitete Art der Rezeption ihrerseits scharfer Kritik unterzogen, die von dem Vorwurf, Popper werde selbst von professionellen Philosophen inkompetent verfälscht, fehlzitiert oder ungelesen abgekanzelt, bis zu der Behauptung reicht, die Mehrheit entziehe sich durch Totschweigen dem Zugeständnis, dass Popper einige grundlegende philosophische Probleme wirklich und endgültig gelöst und dabei Vorstellungen als Unsinn entlarvt habe, die noch heute in der westlichen Welt fast ausnahmslos unkritisch vorausgesetzt würden. William Warren Bartley fand bereits zu Lebzeiten Poppers harte Worte:

“Sir Karl Popper is not really a participant in the contemporary professional philosophical dialogue; quite the contrary, he has ruined that dialogue. If he is on the right track, then the majority of professional philosophers the world over have wasted or are wasting their intellectual careers. The gulf between Popper’s way of doing philosophy and that of the bulk of contemporary professional philosophers is as great as that between astronomy and astrology.”

„Sir Karl Popper ist nicht wirklich Teilnehmer des zeitgenössischen berufsphilosophischen Dialogs; ganz im Gegenteil, er hat diesen Dialog verdorben. Wenn er richtig liegt, haben die Mehrheit der Berufsphilosophen weltweit ihre intellektuellen Karrieren vergeudet oder sind dabei, es zu tun. Poppers Art, Philosophie zu betreiben, und die des Großteils der Berufsphilosophen liegen so weit auseinander wie Astronomie und Astrologie.“

Ein ausführlicherer und expliziter Angriff, den Bartley gegen die von Experten betriebene und so zur autoritativen Interpretation von Popper gewordene Verfälschung richtete, musste eingestampft (im englischen Druck) und zensiert (im amerikanischen Druck) werden, weil Bartley explizit von „Inkompetenz“ gesprochen und dabei Namen genannt hatte, woraufhin eine der betroffenen Autoritäten mit rechtlichen Schritten gedroht hatte.
Rafe Champion war ähnlich deutlich:

“Popper’s ideas have failed to convince the majority of professional philosophers because his theory of conjectural knowledge does not even pretend to provide positively justified foundations of belief. Nobody else does better, but they keep trying, like chemists still in search of the Philosopher’s Stone or physicists trying to build perpetual motion machines.”

„Poppers Ideen konnten die Mehrheit der Berufsphilosophen nicht überzeugen, denn seine Theorie des Vermutungswissens versucht gar nicht erst den Eindruck zu erwecken, dass sie positiv gerechtfertigte Grundlagen für Glaubensüberzeugungen anzubieten hätte. Niemand sonst macht es besser, aber sie versuchen es weiter, wie Chemiker, die immer noch nach dem Stein der Weisen suchen, oder Physiker, die versuchen, ein Perpetuum mobile zu bauen.“

David Miller behauptete zusammenfassend auf dem Popper-Kongress 2007:

‘What distinguishes science from all other human endeavours is that the accounts of the world that our best, mature sciences deliver are strongly supported by evidence and this evidence gives us the strongest reason to believe them.’ That anyway is what is said at the beginning of the advertisement for a recent conference on induction at a celebrated seat of learning in the UK. It shows how much critical rationalists still have to do to make known the message of Logik der Forschung concerning what empirical evidence is able to do and what it does […] [critical rationalists] are rightly proud of having the only house in the neighbourhood that is logically watertight [although] we must inevitably be aware that not everything inside is in impeccable order.

„‚Die Wissenschaft unterscheidet sich von allen anderen menschlichen Tätigkeiten dadurch, dass das Weltbild, das uns unsere besten und fortschrittlichsten Wissenschaften liefern, stark durch Beweismaterial gestützt wird und dass dieses Beweismaterial uns die stärksten Gründe dafür gibt, an dieses Weltbild zu glauben.‘ So jedenfalls steht es in der Ankündigung einer Konferenz über Induktion, die kürzlich an einer berühmten britischen Lehrinstitution stattfand. Sie zeigt, wie lange der Weg ist, der noch vor den Anhängern des Kritischen Rationalismus liegt, bis die Botschaft der Logik der Forschung verkündet ist, insbesondere hinsichtlich der Frage, welche Funktion empirisches Beweismaterial erfüllt bzw. überhaupt erfüllen kann. [Anhänger des Kritischen Rationalismus] sind zu Recht stolz darauf, als einzige ihres Fachs ein logisch wasserdichtes Gedankengebäude vorweisen zu können, auch wenn wir uns natürlich bewusst sein müssen, dass innen drin nicht alles in makelloser Ordnung ist.“

Hans Albert warf der nachpositivistischen analytisch-angelsächsischen Philosophie vor, eine Auseinandersetzung mit Popper überwiegend durch Totschweigen oder aber durch versteckte Übernahme seiner Positionen (die noch dazu häufig als eigene Ideen ausgegeben worden seien) umgangen zu haben. Dementsprechend seien Poppers Einfluss und Ansehen heute v. a. in den Natur- und Wirtschaftswissenschaften erheblich größer als in der Fachphilosophie.

## Rezipienten

### Schüler
- William Warren Bartley (1934–1990) war Poppers Lieblingsschüler, obgleich beide viele Jahre miteinander zerstritten waren. Bartley gab 1982/83 Poppers wichtige Postskripts zur Logik der Forschung heraus (drei Bände, deutsch 2001/2002 von Eva Schiffer und H. J. Niemann). Am bekanntesten ist sein Werk Flucht ins Engagement.
- Imre Lakatos (1922–1974), ungarisch-englischer Mathematiker, Logiker, Physiker und Wissenschaftstheoretiker. Er war zunächst in Ungarn kommunistischer Politiker, dann Gegner des damals herrschenden Systems; er studierte in den 1950er Jahren bei Popper in London. Wendete den Kritischen Rationalismus auf die Mathematik an (Begründungsproblem der Mathematik).
- Thomas S. Kuhn (1922–1996) studierte bei Popper, als dieser in den USA Vorlesungen gab. Resultat war eines der in den letzten Jahrzehnten wirkungsmächtigsten Bücher der Wissenschaftstheorie: Die Struktur wissenschaftlicher Revolutionen, in dem er allerdings eine Gegenposition zu Poppers Wissenschaftstheorie bezog.
- Paul Feyerabend (1924–1994) war ein österreichischer Philosoph und Wissenschaftstheoretiker, direkter Schüler Poppers, der sich aber später mit seinem Wider den Methodenzwang polemisch gegen Popper absetzte. Mit dem Slogan „Anything Goes!“ konterkarierte er Poppers einheitliche Methode.
- George Soros (* 1930), 1954 an der London School of Economics, Finanzmakler und Milliardär, dessen ‘Open Society Project’ in Osteuropa freiheitliche und rechtsstaatliche Strukturen zu festigen sucht.
- Hubert Kiesewetter (* 1939), in Eichstätt emeritierter Wirtschaftshistoriker, studierte in den 1960er Jahren bei Popper und war in Poppers letzten Jahren dessen Freund. Bekannt ist sein Buch Von Hegel zu Hitler.
- David William Miller (1942–2024) war dreißig Jahre ein enger Mitarbeiter Poppers. Miller gilt in den angelsächsischen Ländern als Instanz für Fragen des Kritischen Rationalismus.
- John W. N. Watkins (1924–1999) war Offizier bei der Royal Navy, dann Schüler und schließlich Nachfolger Poppers auf dessen Lehrstuhl an der London School of Economics (LSE).
- Joseph Agassi (1927–2023) studierte Physik und war von 1953 bis 1960 Forschungsassistent bei Popper.
- Alan Musgrave (* 1940) war von 1958 bis 1970 bei Popper an der LSE.
- Weitere Mitarbeiter Poppers waren Ian C. Jarvie, John Worrall (* 1946) und Jeremy Shearmur (* 1948).

### Freunde und Verehrer
- Hans Albert (1921–2023) war ein deutscher Philosoph, Wissenschaftstheoretiker und Sozialwissenschaftler. Er hat als erster im Rahmen des Kritischen Rationalismus auch Poppers Philosophie in Deutschland stark verbreitet.
- Friedrich August von Hayek (1899–1992), Nobelpreisträger für Wirtschaftswissenschaften und Wirtschaftsphilosoph. Popper und Hayek waren befreundet. Hayek war Anhänger von Poppers Wissenschaftstheorie.[66]
- Victor Kraft (1880–1975), österreichischer Wissenschaftstheoretiker, Philosoph und Generalstaatsbibliothekar. Karl Popper selbst schrieb in dem erst 1979 (das Manuskript wurde in den 1930er Jahren verfasst, vier Jahre nach Krafts Tod) erschienenen Buch Die beiden Grundprobleme der Erkenntnistheorie hierzu: „Kraft nimmt – soweit ich es beurteilen kann – geradezu die Grundgedanken des von mir vertretenen deduktivistisch-empiristischen Standpunktes vorweg“.[67]
- Helmut F. Spinner (* 1937) entwickelte den Fallibilismus in Richtung eines theoretischen Pluralismus.
- Ernst Gombrich (1909–2001), ein bedeutender Kunsthistoriker, beruft sich oft auf Popper und schreibt erstmals Geschichte in Poppers Sinn bewusst als Problemgeschichte.
- Peter Brian Medawar (1915–1987), Nobelpreisträger von 1960 für Medizin, berief sich immer wieder auf Popper.
- Hermann Bondi (1919–2005), Mathematiker und Kosmologe (Steady-State-Theorie des Universums), folgte konsequent der Philosophie Poppers.
- Ralf Dahrendorf (1929–2009) ist von Poppers Philosophie beeinflusst worden.
- Helmut Reinalter (* 1943) lehrt an der Universität Innsbruck.
- Helmut Schmidt (1918–2015), ehemaliger deutscher Bundeskanzler, war ein Freund und Bewunderer Poppers.
- Hartmut Esser (* 1943), deutscher Soziologe, Vertreter der Wissenschaftstheorie Poppers.
- Gerhard Vollmer (* 1943), deutscher Biologe und Philosoph, baute die Evolutionäre Erkenntnistheorie von Konrad Lorenz im Sinne der Erkenntnistheorie von Popper aus.
- Alfred Herrhausen (1930–1989), Vorstandsvorsitzender der Deutschen Bank, war ein Freund und Anhänger Poppers.
- Gunnar Andersson (* 1942), schwedischer Philosoph, verteidigte Poppers Positionen gegen die Kritiken von Kuhn, Lakatos und Feyerabend (Kritik und Wissenschaftsgeschichte: Kuhns, Lakatos’ und Feyerabends Kritik des Kritischen Rationalismus).
- Hans-Joachim Niemann (* 1941), deutscher Philosoph, viele Schriften zu Popper und dem Kritischen Rationalismus (u. a. ein Lexikon des Kritischen Rationalismus). Analysiert Ethik und Moral im Rahmen des Kritischen Rationalismus (Strategie der Vernunft).
- Reinhold Zippelius (* 1928), deutscher Jurist, entwickelte seine Rechtsphilosophie nach der Methode des Kritischen Rationalismus (s. d.).
- Franz Austeda (1923–2009), österreichischer Philosoph und Pädagoge, war ein persönlicher Freund, mit dem er sich regelmäßig traf.[68]
- Ilko-Sascha Kowalczuk (* 1967), deutscher Historiker,  beruft sich in seinen Büchern, Essays und Interviews immer wieder auf Popper, etwa in "Endspiel" (2009, engl. 2022) zuletzt in seinem Bestseller "Freiheitsschock" (2024).
- Mario Vargas Llosa (1936–2025), peruanischer Schriftsteller[69]

## Ehrungen

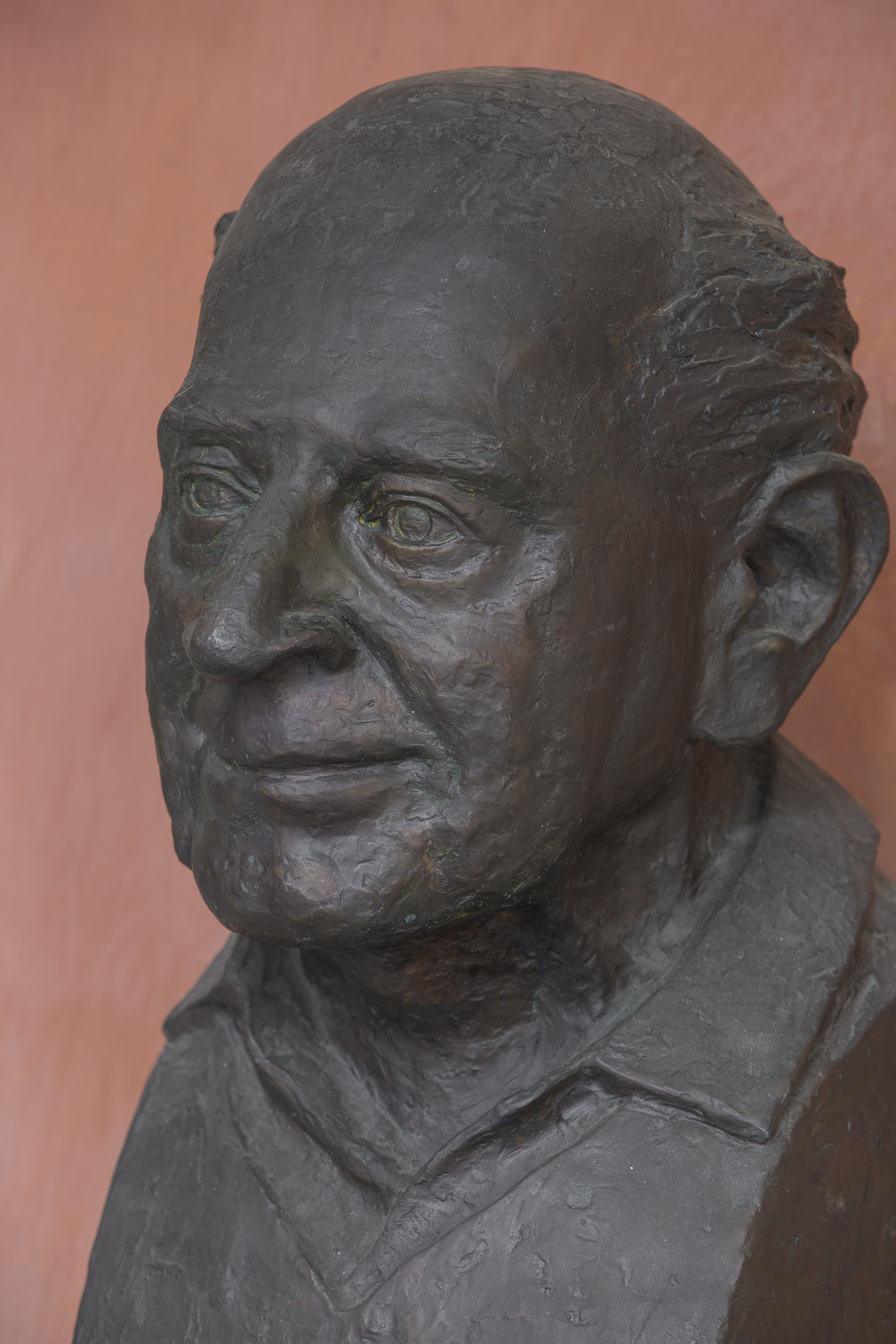
Karl Popper, Büste von 2002 im Arkadenhof der Universität Wien

### Auszeichnungen, Medaillen und Preise
Popper erhielt die folgenden Auszeichnungen, Medaillen und Preise:
- 1958: Mitglied der British Academy[71]
- 1965: Knight Bachelor
- 1965: Preis der Stadt Wien für Geisteswissenschaften
- 1966: Mitglied der American Academy of Arts and Sciences
- 1973: Sonning-Preis der Universität Kopenhagen
- 1976: Benjamin E. Lippincott Award der American Political Science Association
- 1976: Großes Goldenes Ehrenzeichen für Verdienste um die Republik Österreich
- 1976: Assoziiertes Mitglied der Académie royale des Sciences, des Lettres et des Beaux-Arts de Belgique[72]
- 1978: Karl-Renner-Preis
- 1979: Gold Medal for Distinguished Service to Science, American Museum of Natural History (New York)
- 1980: Österreichisches Ehrenzeichen für Wissenschaft und Kunst
- 1980: Pour le Mérite für Wissenschaften und Künste
- 1981: Dr.-Leopold-Lucas-Preis der Universität Tübingen
- 1982: Order of the Companions of Honour
- 1982: Ehrenmitglied der Österreichischen Akademie der Wissenschaften
- 1983: Großes Verdienstkreuz des Verdienstordens der Bundesrepublik Deutschland
- 1983: Ehrenring der Stadt Wien
- 1984: Prix Alexis de Tocqueville (Valognes)
- 1986: Wissenschaftsmedaille der Stadt Linz (Österreich)
- 1986: Mitglied der US-amerikanischen National Academy of Sciences
- 1988: Premio Internazionale Federico Nietzsche der italienischen Nietzsche-Gesellschaft
- 1989: Premi Internacional Catalunya (Barcelona)
- 1992: Goethe-Medaille
- 1992: Kyoto-Preis
- 1992: Ehrenbürger der Stadt Wien
- 1993: Otto-Hahn-Friedensmedaille
- 1994: Open Society Prize (CEU, Prag)

### Ehrendoktorwürden
Popper erhielt die folgenden Ehrendoktorwürden:
- 1962: Hon. LL.D., Chicago
- 1966: Hon. LL.D., Denver
- 1971: Hon. Lit.D., Warwick
- 1973: Hon. Lit.D., Canterbury (NZ)
- 1976: Hon. D.Litt., Salford
- 1976: Hon. D.Litt., The City University
- 1978: Dr. rer. nat. h.c., Wien
- 1978: Erneuerung des Dr. phil von 1928 durch die Philosophische Fakultät der Universität Wien
- 1978: Dr. phil. h.c., Mannheim
- 1978: Hon. D.Litt., Guelph
- 1979: Dr. rer. pol. h.c., Frankfurt am Main
- 1979: Dr. phil. h.c., Salzburg
- 1980: Hon. Litt.D., Cambridge
- 1981: Hon. D.Sc., Gustavus Adolphus College
- 1982: Hon. D.Litt., Oxford
- 1986: Hon. D.Sc., London
- 1991: Dr. phil. h.c., Katholische Universität Eichstätt
- 1991: Dr. phil. h.c., Madrid
- 1993: Dr. phil. h.c., Athen
- 1994: Dr. med. sc. h.c., Karls-Universität Prag

### Gedenktafeln
- Wohnhaus in Wien, Anton-Langer-Gasse 46
- Bibliothek der Tischlerinnung, Wien, Ziegelofengasse 31
- Sir-Karl-Popper-Schule, Pflichtschule in Wien, Schweglerstraße 2–4

## Schriften (Auswahl)
Ein vollständiges Verzeichnis der Schriften Poppers wird vom Karl-Popper-Archiv der Universität Klagenfurt geführt (siehe Weblinks).
- Zur Methodenfrage der Denkpsychologie. Dissertation, Wien 1928. Veröffentlicht in: Frühe Schriften, Band 1 der Werkausgabe bei Mohr Siebeck, 2006.
- Logik der Forschung. Zur Erkenntnistheorie der modernen Naturwissenschaft. Julius Springer, Wien 1935. Neuausgabe in elfter Auflage als Band 3 der Werkausgabe bei Mohr Siebeck, 2005.
- The Open Society and Its Enemies. (Zwei Bände) Routledge & Kegan Paul, London 1945. Deutsche Übersetzung: Die offene Gesellschaft und ihre Feinde. (Band 1: Der Zauber Platons, Band 2: Falsche Propheten: Hegel, Marx und die Folgen) Bern: Francke 1957 und 1958. Neuausgabe in achter Auflage als Band 5 und 6 der Werkausgabe bei Mohr Siebeck, 2003.
- The Poverty of Historicism. Routledge & Kegan Paul, London 1957. Deutsche Übersetzung: Das Elend des Historizismus. J. C. B. Mohr, Tübingen 1965. Neuausgabe in achter Auflage als Band 4 der Werkausgabe bei Mohr Siebeck, 2003.
- Conjectures and Refutations: The Growth of Scientific Knowledge. Routledge & Kegan Paul, London 1963. Deutsche Übersetzung: Vermutungen und Widerlegungen. Das Wachstum der wissenschaftlichen Erkenntnis. (Band 1: Vermutungen, Band 2: Widerlegungen) Tübingen: J. C. B. Mohr 1994 und 1997. Neuausgabe in zweiter Auflage als Band 10 der Werkausgabe bei Mohr Siebeck, 2009.
- Objective Knowledge: An Evolutionary Approach. Clarendon, Oxford 1972. Deutsche Übersetzung: Objektive Erkenntnis: Ein evolutionärer Entwurf. Hoffmann und Campe, Hamburg 1973. Neuausgabe in vierter Auflage als Band 11 der Werkausgabe bei Mohr Siebeck, 2022.
- Unended Quest: An Intellectual Autobiography. Open Court, La Salle 1976 (zuvor veröffentlicht als Teil von The Philosophy of Karl Popper. Open Court, La Salle 1974). Deutsche Übersetzung: Ausgangspunkte. Meine intellektuelle Entwicklung. Hoffmann und Campe, Hamburg 1979. Neuausgabe als Band 15 der Werkausgabe bei Mohr Siebeck, 2012.
- The Self and Its Brain. (Gemeinsam mit John C. Eccles) Berlin: Springer International 1977. Deutsche Übersetzung: Das Ich und sein Gehirn. Piper, München und Zürich 1982, ISBN 3-492-21096-1.
- Die beiden Grundprobleme der Erkenntnistheorie. Manuskript, Wien 1930–1933. Veröffentlicht bei Mohr, Tübingen 1979. Neuausgabe in dritter Auflage als Band 2 der Werkausgabe bei Mohr Siebeck, 2010.
- Realism and the Aim of Science. (Aus dem Postskript zur Logik der Forschung, Band 1) London: Hutchinson 1983. Deutsche Übersetzung: Realismus und das Ziel der Wissenschaft. Mohr Siebeck, Tübingen 2002 (= Band 7 der Werkausgabe).
- The Open Universe: An Argument for Indeterminism. (Aus dem Postskript zur Logik der Forschung, Band 2) London: Hutchinson 1982. Deutsche Übersetzung: Das offene Universum. Ein Argument für den Indeterminismus. Mohr Siebeck, Tübingen 2001 (= Band 8 der Werkausgabe).
- Quantum Theory and the Schism in Physics. (Aus dem Postskript zur Logik der Forschung, Band 3) London: Hutchinson 1982. Deutsche Übersetzung: Die Quantentheorie und das Schisma der Physik. Mohr Siebeck, Tübingen 2001 (= Band 9 der Werkausgabe).
- Auf der Suche nach einer besseren Welt. Vorträge und Aufsätze aus 30 Jahren. Piper, München 1984, ISBN 3-492-20699-9.
- Die Zukunft ist offen. Das Altenberger Gespräch. Mit den Texten des Wiener Popper-Symposiums, Hrsg. v. Franz Kreuzer. München und Zürich: Piper 1985, ISBN 3-492-10340-5.
- A World of Propensities. Thoemmes, Bristol 1990. Deutsche Übersetzung: Eine Welt der Propensitäten. J. C. B. Mohr, Tübingen 1995, ISBN 3-16-146208-4.
- La lezione di questo secolo. Marsilio, Venedig 1992. Englische Übersetzung: The Lesson of this Century. With two Talks on Freedom and the Democratic State. Routledge, London 1996, ISBN 1-138-00687-4.
- Alles Leben ist Problemlösen. Über Erkenntnis, Geschichte und Politik. Piper, München 1994, ISBN 3-492-22300-1.
- The Myth of the Framework: In Defence of Science and Rationality. Hrsg. v. Mark A. Notturno. London und New York: Routledge, 1994, ISBN 0-415-11320-2.
- Knowledge and the Body-Mind Problem: In Defence of Interaction. Hrsg. v. Mark A. Notturno. London und New York: Routledge, 1994. Deutsche Übersetzung: Wissen und das Leib-Seele-Problem. Eine Verteidigung der Interaktionstheorie. Mohr Siebeck, Tübingen 2012 (= Band 12 der Werkausgabe).
- The World of Parmenides. Essays on the Presocratic Enlightenment. Routledge, Hrsg. v. Arne F. Petersen. London 1998. Deutsche Übersetzung: Die Welt des Parmenides. Der Ursprung des europäischen Denkens. Piper, München 2001, ISBN 3-492-24071-2.
- Alle Menschen sind Philosophen. Hrsg. v. Heidi Bohnet und Klaus Stadler. München: Piper 2002, ISBN 3-492-04462-X.
- After the Open Society. Selected Social and Political Writings. Hrsg. v. Jeremy Shearmur und Piers Norris Turner. London: Routledge, 2008, ISBN 978-0-415-61023-0.

## Reden
- „Philosophie gegen falsche Propheten“ (HR, 7. August 1974). Interview mit Tomas Rotstein, ca. 45 Minuten
- „Duldsamkeit und intellektuelle Verantwortlichkeit“ (SR, 16. März 1982). Vortrag, ca. 40 Minuten
- „Der Mythos vom Unhintergehbaren“ (BR, 27. Juli 1982). Vortrag, ca. 50 Minuten
- „Offene Gesellschaft – offene Wissenschaft“ (HR, 17. Juli 1984). Interview mit Tomas Rotstein, ca. 30 Minuten
- „Man soll nicht glauben, daß man ohne Risiko leben kann“ (4. Juli 1987). Gespräch mit Volker Friedrich, ca. eine Stunde
- „Das Prinzip Kritik in der Offenen Gesellschaft“ (BR, 30. Juli 1992). Gespräch anlässlich seines 90. Geburtstages mit Willy Hochkeppel, ca. 55 Minuten

### Werkausgabe
Poppers „Gesammelte Werke in deutscher Sprache“ erschienen in 15 Bänden nach Wunsch und Zusammenstellung von Popper beim Verlag Mohr Siebeck, Tübingen. Die Bände enthalten jeweils ein Nachwort des Herausgebers.
- Band 1: Frühe Schriften. Hrsg. von Troels E. Hansen, 2006, ISBN 3-16-147631-X.
- Band 2: Die beiden Grundprobleme der Erkenntnistheorie. Aufgrund von Manuskripten aus den Jahren 1930–1933. Hrsg. von Troels E. Hansen, 3., durchgesehene und ergänzte Auflage 2010, ISBN 978-3-16-148506-0.
- Band 3: Logik der Forschung. Hrsg. von Herbert Keuth, 11., durchgesehene und ergänzte Auflage. 2005, ISBN 3-16-148111-9.
- Band 4: Das Elend des Historizismus. Hrsg. von Hubert Kiesewetter, 7. Auflage 2003, ISBN 3-16-147843-6.
- Band 5: Die offene Gesellschaft und ihre Feinde. Band I: Der Zauber Platons. Hrsg. von Hubert Kiesewetter, 8. Auflage 2003, ISBN 3-16-147801-0.
- Band 6: Die offene Gesellschaft und ihre Feinde. Band II: Falsche Propheten: Hegel, Marx und die Folgen. Hrsg. von Hubert Kiesewetter, 8. Auflage 2003, ISBN 3-16-147802-9.
- Band 7: Realismus und das Ziel der Wissenschaft. Hrsg. von W. W. Bartley III, 2002, ISBN 3-16-147772-3.
- Band 8: Das offene Universum. Hrsg. von W. W. Bartley III, 2001, ISBN 3-16-147566-6.
- Band 9: Die Quantentheorie und das Schisma der Physik. Hrsg. von W. W. Bartley III, 2001, ISBN 3-16-147568-2.
- Band 10: Vermutungen und Widerlegungen. Das Wachstum der wissenschaftlichen Erkenntnis. Hrsg. von Herbert Keuth, 2. Auflage 2009, ISBN 978-3-16-149395-9.
- Band 11: Objektive Erkenntnis. Ein evolutionärer Entwurf. Hrsg. von Hans-Joachim Niemann, 4. Auflage, um sieben neue Anhänge erweitert 2022, ISBN 978-3-16-150678-9.
- Band 12: Wissen und das Leib-Seele-Problem. Eine Verteidigung der Interaktionstheorie. Hrsg. von Hans-Joachim Niemann, 2012, ISBN 978-3-16-150290-3.
- Band 13: Erkenntnis und Evolution. Zur Verteidigung von Wissenschaft und Rationalität. Hrsg. von Hans-Joachim Niemann, 2015, ISBN 978-3-16-150348-1.
- Band 14: Freiheit und intellektuelle Verantwortung. Politische Vorträge und Aufsätze aus sechs Jahrzehnten. Hrsg. von Hans-Joachim Niemann, 2016, ISBN 978-3-16-152744-9.
- Band 15: Ausgangspunkte. Meine intellektuelle Entwicklung. Hrsg. von Manfred Lube, 2012, ISBN 978-3-16-150288-0.

### Zu Werk und Leben
- Martin Morgenstern, Robert Zimmer: Karl Popper. Deutscher Taschenbuch-Verlag, München 2002, ISBN 3-423-31060-X. Mit Bildern und Textkästen didaktisch sehr gut aufbereitet.
- Jürgen August Alt: Karl R. Popper. Reihe Campus 1992, ISBN 3-593-34716-4, neu 2001: ISBN 3-593-36834-X. Kurze und vorzügliche Einführung.
- Manfred Geier: Karl Popper. rororo Monographie, Reinbek 1994, ISBN 3-499-50468-5. Gut geschrieben; biographische Details; Analyse des Werks; angereichert mit vielen Bildern und Zitaten; dadurch sehr einprägsam.
- Peter Schroeder-Heister: Popper, Sir Karl Raimund. In: Neue Deutsche Biographie (NDB). Band 20, Duncker & Humblot, Berlin 2001, ISBN 3-428-00201-6, S. 625–628 (Digitalisat).
- Eberhard Döring: Karl R. Popper – Einführung in Leben und Werk. Hoffmann und Campe 1987, ISBN 3-455-08626-8.
- Lothar Schäfer: Karl R. Popper. Becksche Reihe – große Denker. 1988, ISBN 3-406-33215-3.
- Hubert Kiesewetter (Hrsg.),  Helmut Zenz: Karl Poppers Beiträge zur Ethik. Mohr Siebeck Verlag, Tübingen 2002, ISBN 3-16-147773-1.
- Wilhelm Baum, Kay E. Gonzalez: Karl R. Popper. Morgenbuch-Verlag, Berlin 1994, ISBN 3-371-00393-0.
- Maurice Cornforth: The open philosophy and the open society. 2., rev. ed. Lawrence & Wishart, London 1977. Die klassische Kritik aus dem linken Spektrum.
- David J. Edmonds, John A. Eidinow: Wie Ludwig Wittgenstein Karl Popper mit dem Feuerhaken drohte: eine Ermittlung. DVA, München 2002, ISBN 3-421-05356-1 (korr. Auflage: Fischer TB, ISBN 3-596-15402-2, 2003, 2. Aufl. 2005). Behandelt ihren Zusammenstoß in Cambridge 1946, ist auch eine gut verständliche Darstellung ihrer philosophischen und biographischen Unterschiede, insbesondere was die Wiener Jahre und ihre jüdische Herkunft angeht. Ebenfalls in Engl. (= Orig.) und Span. (2001).
- Franz M. Wuketits: Wo bleibt das „liberale Rasiermesser“? In: Aufklärung und Kritik. 1/1998, S. 34 ff.
- Manfred Lube: Karl R. Popper – Die Bibliothek des Philosophen als Spiegel seines Lebens. Imprimatur. Ein Jahrbuch für Bücherfreunde. Band 18, 2003, ISBN 3-447-04723-2, S. 207–238 (Online (Memento vom 27. Februar 2008 im Internet Archive) [PDF; 550 kB]).
- Manfred Lube: Karl R. Popper. Bibliographie 1925–2004: Wissenschaftstheorie, Sozialphilosophie, Logik, Wahrscheinlichkeitstheorie, Naturwissenschaften (= Schriftenreihe der Karl Popper Foundation Klagenfurt). Peter Lang, Frankfurt am Main u. a. 2005, ISBN 3-631-53450-7 (Online-Version: ub.uni-klu.ac.at).
- Jack Nasher: Die Staatstheorie Karl Poppers. Eine kritisch-rationale Methode. Mohr Siebeck, Tübingen 2017, ISBN 978-3-16-155243-4.
- Dagmar Niemann (Übers.): Die Wege der Wahrheit (Memento vom 15. Februar 2009 im Internet Archive). In: Aufklärung und Kritik. 2/1994, S. 38 ff.
- William W. Bartley: Ein schwieriger Mensch. Eine Portraitskizze von Sir Karl Popper. In: Eckhard Nordhofen (Hrsg.): Philosophen des 20. Jahrhunderts. Athenäum, Königstein/Ts. 1980, ISBN 3-434-46071-3.
- John W. N. Watkins: Karl Raimund Popper 1902–1994 (PDF; 267 kB). In: Proceedings of the British Academy. Nr. 94, 1997, S. 645–684.
- Hans Albert: Karl Popper (1902–1994). In: Journal for General Philosophy of Science. Nr. 26, 1995, S. 207–225.
- Volker Gadenne: Fortschritt zu tieferen Problemen. In: Protosociology. Nr. 7, 1995, ISSN 0940-4147, S. 272–281.
- David Miller: Sir Karl Raimund Popper, C. H., F. B. A. 28 July 1902–17 September 1994. In: Biographical Memoirs of Fellows of the Royal Society. Nr. 43, Nov. 1997, S. 368–409.
- Friedrich Stadler: Dokumentation: Popper und der Wiener Kreis – Aus einem Gespräch mit Sir Karl Popper. In: Ders.: Studien zum Wiener Kreis. Suhrkamp, Frankfurt am Main 1997, S. 525–545.
- Harald Stelzer: Karl Poppers Sozialphilosophie. Politische und ethische Implikationen. Lit-Verlag, Wien 2004, ISBN 3-8258-8318-3.
- Harald Stelzer: Karl Raimund Popper und kritischer Rationalismus interkulturell gelesen (= Interkulturelle Bibliothek. Band 128). Traugott Bautz, Nordhausen 2007.
- Hans-Joachim Niemann: 70 Jahre Falsifikation: Königsweg oder Sackgasse? In: Aufklärung und Kritik. Nr. 2, 2005, S. 52–79 (gkpn.de; PDF; 102 kB).
- Edgar Morscher (Hrsg.): Was wir Karl R. Popper und seiner Philosophie verdanken. Zu seinem 100. Geburtstag. Academia Verlag, Sankt Augustin 2002. Enthält Abhandlungen zu Poppers Wahrscheinlichkeitstheorie und Logik, zu seiner Wissenschafts- und Erkenntnistheorie, zu seiner Ontologie, praktischen Philosophie und Ästhetik; enthält weiters persönliche Erinnerungen an Popper sowie Briefe an und von Popper.
- Peter Schroeder-Heister/Thomas Piecha/David Binder (Hrsg.): The Logical Writings of Karl Popper (= Trends in logic. Bd. 58). Springer, Cham 2022, ISBN 978-3-030-94928-0.
- Florian Russi: Karl Popper. Der kritische Rationalist. (in der Reihe "Philosophie für unterwegs"). Mitteldeutscher Verlag, Halle, 2. Aufl. 2023, ISBN 978-3-96311-367-3.

### Studienführer
- Herbert Keuth: Die Philosophie Karl Poppers. 2. korr. Auflage, Mohr Siebeck, Tübingen 2011, ISBN 978-3-16-150660-4, Das ist der zurzeit einschlägige Studienführer, der das gesamte Werk wissenschaftlich analysiert und kommentiert, und zwar in einer Tiefe, die weit über die oben genannten Werkbiographien hinausgeht. Der Text führt zu allen wichtigen Quellen. Viele problematische Popperthesen werden zur Weiterforschung vorbereitet. Das Buch wendet sich an Leser, die Popper gründlich verstehen wollen oder eigene Forschungsarbeiten auf diesem Gebiet leisten möchten.
- Herbert Keuth (Hrsg.): Karl Popper: Logik der Forschung (= Klassiker Auslegen; Bd. 12). 4., bearbeitete Auflage, Akademie Verlag, Berlin 2013, ISBN 978-3-05-005708-8.
- Hans-Joachim Niemann: Lexikon des Kritischen Rationalismus. Mohr Siebeck, Tübingen 2004, ISBN 3-16-148395-2; broschiert 2006. Zur schnellen Information über die tausend wichtigsten Begriffe und Argumente von Poppers (und Hans Alberts) Kritischem Rationalismus. Mit zahlreichen Querverweisen und Verweisen auf die originalen Textstellen.
- Ingo Pies, Martin Leschke (Hrsg.): Karl Poppers Kritischer Rationalismus. Mohr Siebeck, Tübingen 1999.
- Giuseppe Franco (Hrsg.): Handbuch Karl Popper. Springer VS, Wiesbaden 2019, ISBN 978-3-658-16238-2. Hier stellen 36 Popperspezialisten in 44 Aufsätzen dar: Poppers Leben und Werk (Teil I), den Umkreis seines Denkens (Teil II), die Wissenschaftstheoretischen Grundlagen (Teil III), Poppers Metaphysik, Erkenntnistheorie und Biophilosophie (Teil IV), seine Sozialphilosophie und politische Philosophie (Teil V), Poppers Kritischen Rationalismus in den Wissenschaften (Teil VI) und die Wirkungsgeschichte des Kritischen Rationalismus (Teil VII). Ein Anhang listet Poppers Lebensdaten und Werke auf.

### Englischsprachige Biographien
- Malachi Haim Hacohen: Karl Popper – the Formative Years 1902–1945. Politics and Philosophy in Interwar Vienna. University Press, Cambridge 2000, ISBN 0-521-47053-6. Die einschlägige Popperbiographie bis 1945, die viel Licht auf Poppers Werk wirft und seine geistigen Wurzeln freilegt. Eine Fortsetzung (Popper lebte noch weitere 49 Jahre) hat dieser Autor nicht geplant.
- Bryan Magee: Popper. Fontana paperback, 1973, mit sehr vielen späteren Auflagen. Sehr kurz und sehr gut. Magee war aktiver Politiker und ein Freund Poppers. Noch intimere Einblicke in Poppers (geistiges) Leben finden sich beim selben Autor in dessen Confessions of a Philosopher, Random House hardcover 1997, Kapitel 11 (deutsch: Bekenntnisse eines Philosophen. 2. Auflage. Econ Ullstein List Verlag, München 2001, Kapitel 11).
- Friedel Weinert: Karl Popper: Professional Philosopher and Public Intellectual. Springer Biographies 2023, ISBN 978-3-031-15423-2.
- Joseph Agassi: A Philosopher’s Apprentice: In Karl Popper’s Workshop. Editions Rodopi, 1993, ISBN 90-5183-563-9. Autobiographischer Bericht von Agassi über den Eindruck, den Popper bei ihm hinterließ.
- William W. Bartley: Karl Popper: A life (1990 posthum, 76 Seiten), unveröffentlicht. Das Kapitel Music and Politics, kursiert gelegentlich im Internet und wurde auf einer Tagung der Mont Pèlerin Society, Christchurch, New Zealand, 27.–29. Nov. 1989, vorgestellt.

### Englischsprachige Studienführer
- Roberta Corvi: An Introduction to the Thought of Karl Popper. aus dem Italienischen von Patrick Camiller, Routledge paperback, 1996, ISBN 0-415-12957-5. Eine sehr gute Analyse des Popperschen Werks mit vielen Hinweisen auf die einschlägigen Textstellen.
- Steve Fuller: Kuhn vs. Popper: the struggle for the soul of science. Icon, Cambridge 2003, ISBN 1-84046-468-2. (Nachdrucke 2003, 2004, 2006). Sehr gut lesbare Studie über den wissenschaftstheoretischen Streit zwischen Popper und Kuhn und gleichzeitig eine interessante Einschätzung zur geisteswissenschaftlichen (Fehl-)Rezeption Poppers als traditionell und Kuhns als progressiv. Nach Ansicht des Autors ist es vielmehr umgekehrt.
- J. Shearmur, G. Stokes (Hrsg.): The Cambridge Companion to Popper. Cambridge University Press, 2016, ISBN 978-0-521-85645-4. Umfangreicher und wertvoller Studienbegleiter.